# Nevado Sajama
Nevado Sajama (aymara: Chak Xaña) är en stratovulkan i Bolivia, nära gränsen mot Chile. Berget ligger 6 542 meter över havet. Det ligger i Västkordiljäran i Anderna och är Bolivias högsta punkt. Det senaste vulkanutbrottet inträffade för cirka 10 000 år sedan. Nevado Sajamas topp är snö- och glaciärtäckt.